# Kim Ha-na (Badminton)

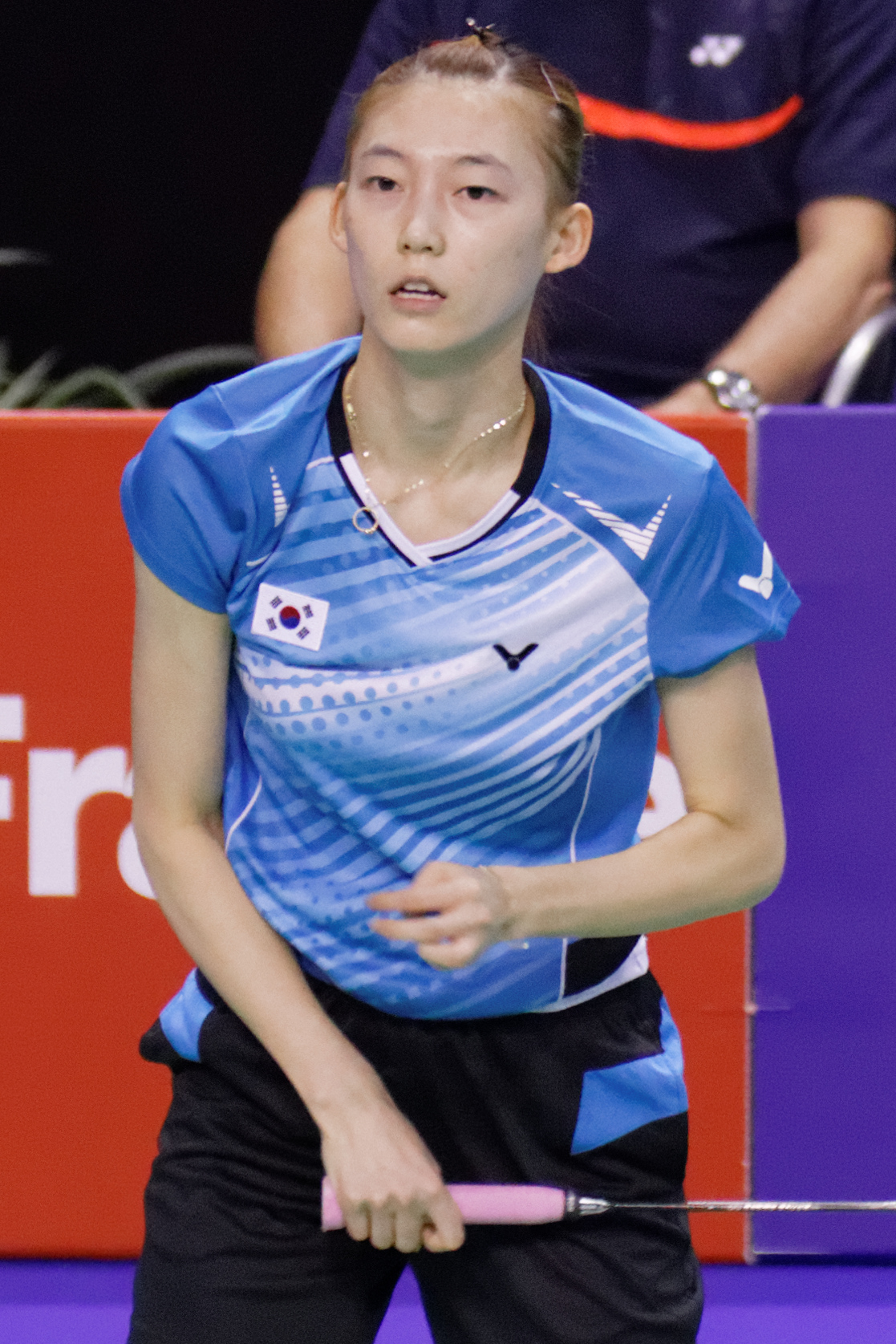
Kim Ha-na bei den French Open 2013.

Kim Ha-na (kor. 김하나; * 27. Dezember 1989) ist eine südkoreanische Badmintonspielerin. 

## Karriere
Kim Ha-na wurde beim Korea Open Grand Prix 2010 Zweite im Damendoppel gemeinsam mit Eom Hye-won. Bei den US Open 2011 belegte sie ebenfalls Platz zwei im Doppel, diesmal jedoch mit Jung Kyung-eun an ihrer Seite. Auch bei den Swiss Open 2011 reichte es nur zum Silberrang. Bei den Olympischen Spielen 2012 wurde sie gemeinsam mit ihrer Partnerin Jung Kyung-eun vom Weltverband wegen Spielmanipulation von den Spielen disqualifiziert. Im letzten Gruppenspiel zeigten die beiden sichtbar nicht den Willen, das Spiel gewinnen zu wollen, da sie bei einer Niederlage in der anschließenden K.O.-Runde auf vermeintlich schwächere Gegner getroffen wären.